# تماكل بيانين
معطيات : بيانين {\displaystyle G=(S,A)} و{\displaystyle G'=(S',A')}
المطلوب : البيانين {\displaystyle G} و{\displaystyle G'} هل هما متشابهان ؟ أو بمعنى آخر, هل توجد دالة عكسية {\displaystyle f:S\rightarrow S'} بحيث {\displaystyle \forall (u,v)\in S^{2},(u,v)\in A\Leftrightarrow (f(u),f(v))\in A'}
هذا وتعتبر مسألة تصنيف مسألة التماكل الخاصة بالبيانات من المسائل غير المحلولة في الوقت الراهن، فالمسألة من صنف NP، لكن هل هي P أو NP_complet؟.

### مثال
البيانان أدناه متشاكلان، رغم الاختلاف الكبير في طريقة رسمهما، والسبب هو وجود العلاقة الموضحة على الجانب الأيسر.
| بيان G | بيان H | تشاكل بين G و H |
| ------ | ------ | --- |
|        |        | {\displaystyle f(a)=1} {\displaystyle f(b)=6} {\displaystyle f(c)=8} {\displaystyle f(d)=3} {\displaystyle f(g)=5} {\displaystyle f(h)=2} {\displaystyle f(i)=4} {\displaystyle f(j)=7} |

## تمديد المسألة
معطيات : بيانين {\displaystyle G=(S,A)} و{\displaystyle G'=(S',A')}
المطلوب : البيان {\displaystyle G'} هل هو ضمن البيان {\displaystyle G} ؟ أي بالمعنى الرياضي:
- {\displaystyle V\subseteq V'}
- {\displaystyle E\subseteq E'\cap (V\times V)}

و تعتبر المسألة أصعب بكثير من المسألة الأولى وهي تصنف ضمن NP_complet.